# Park Narodowy Hornopirén
Park Narodowy Hornopirén (hiszp. Parque nacional Hornopirén) – park narodowy w Chile położony w regionie Los Lagos, w prowincjach Llanquihue (gmina Cochamo) oraz Palena (gmina Hualaihue). Został utworzony 19 października 1988 roku. W 2018 roku jego powierzchnia została znacznie powiększona i obecnie zajmuje obszar 661,96 km². Od 2007 roku jest częścią rezerwatu biosfery UNESCO o nazwie „Bosques Templados Lluviosos de los Andes Australes”.

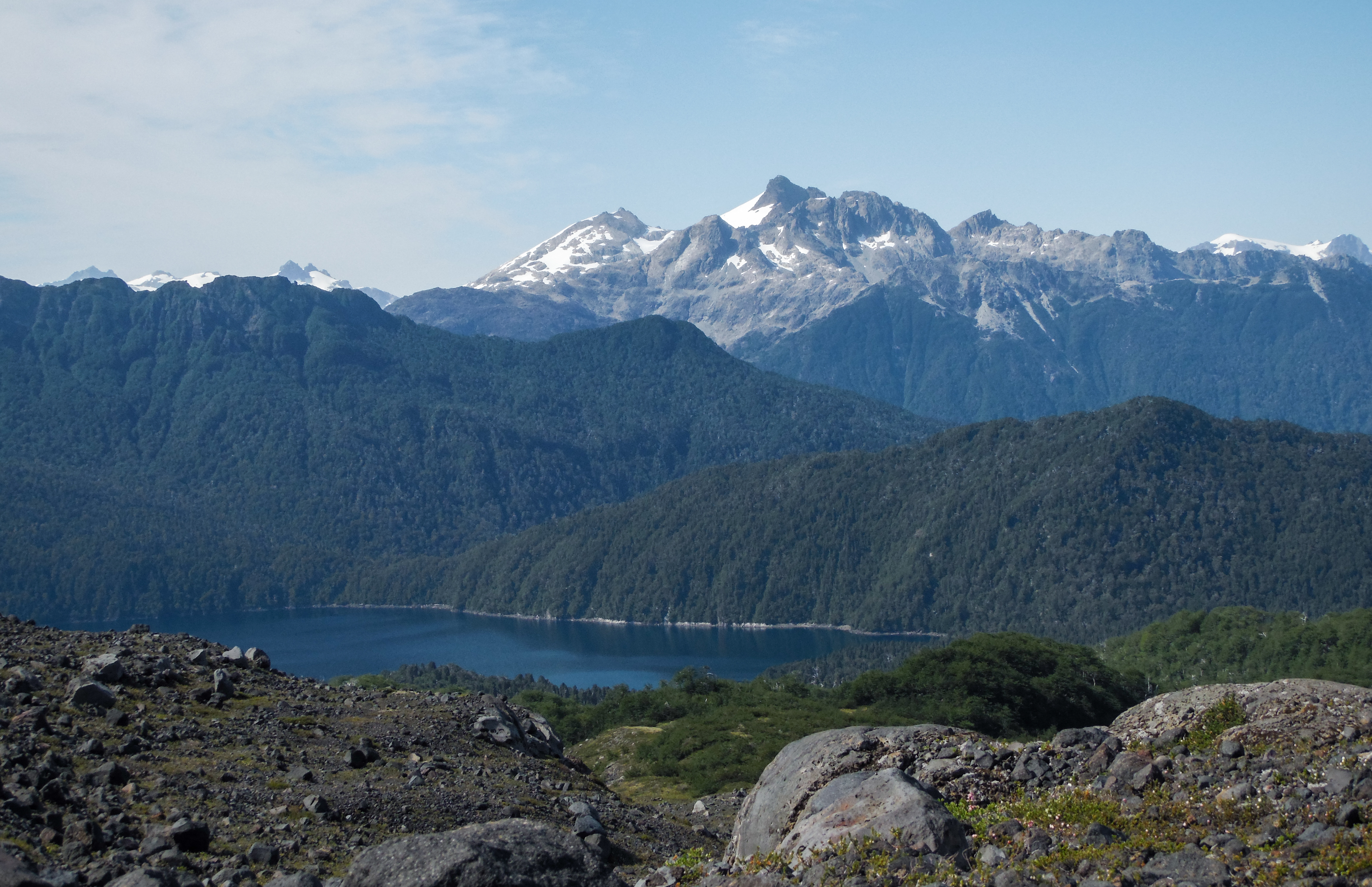
Wulkan Yate

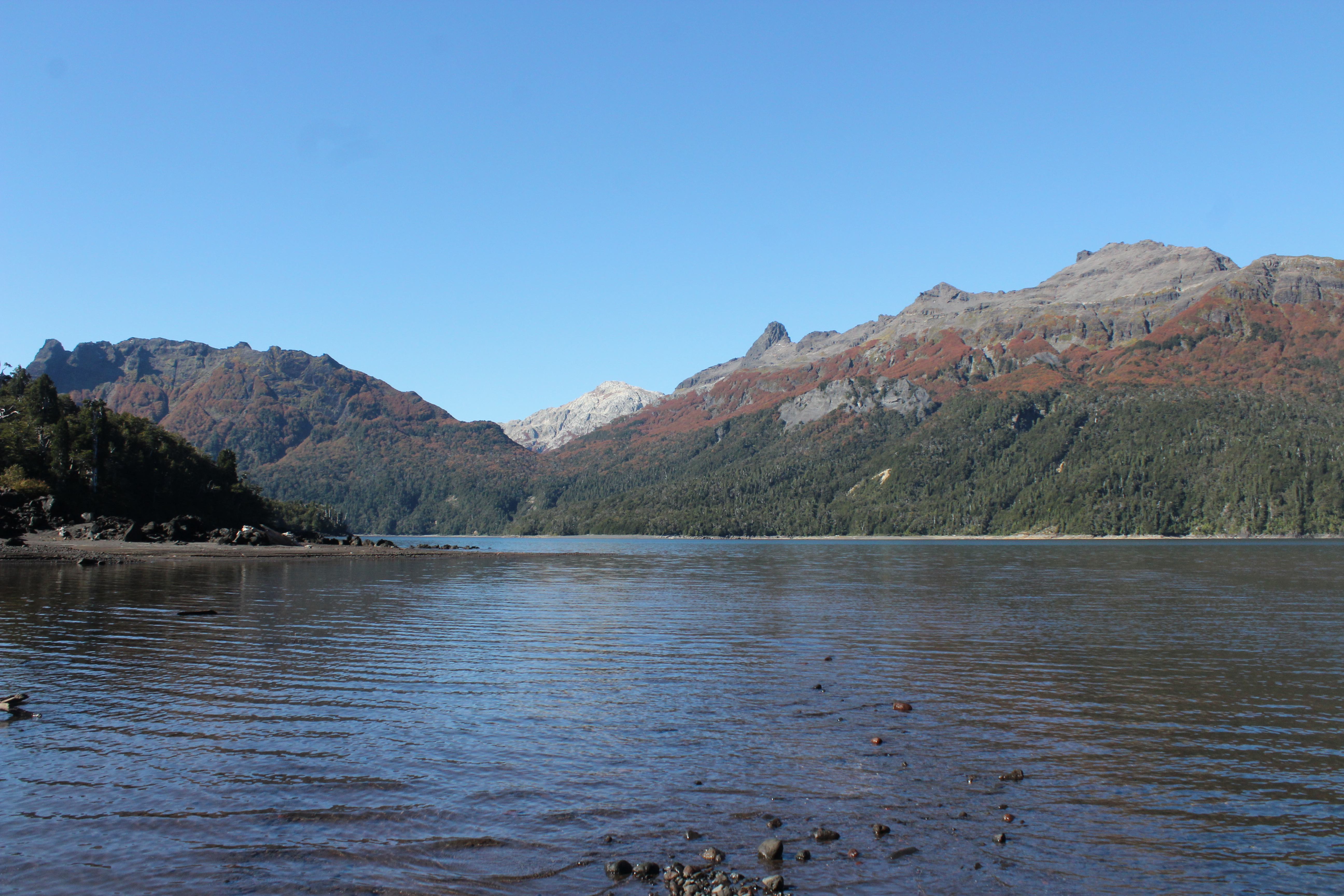
Jezioro Pinto Concha

## Opis
Park znajduje się na zachodnich zboczach Andów. Występują tu głębokie doliny o prawie pionowych zboczach oraz liczne rzeki (m.in.: Río Negro, Rio Blanco i Rio Traido) i  jeziora, z których największe to  El Cabro (155 ha), Inexplorado (150 ha) i Pinto Concha (475 ha). Wśród szczytów, których średnia wysokość wynosi 1200 – 1500 m n.p.m., dominują wulkany Yate (2187 m n.p.m.) i Hornopirén (1572 m n.p.m.). Wyżej położona część parku (około 220 km²) pokryta jest lodowcami i wiecznym śniegiem.
Średnia roczna  temperatura waha się od +9 do +12 °C. Występują obfite opady deszczu, które mogą przekraczać 4000 mm rocznie. 

## Flora
Niżej położoną część parku (prawie 50 procent powierzchni) pokrywają lasy waldiwijskie rodzaju alerce. Dominuje w nich ficroja cyprysowata, a także Nothofagus nitida, Podocarpus nubigena, Eucryphia cordifolia, Weinmannia trichosperma, Nothofagus betuloides, Nothofagus pumilio.

## Fauna
W parku występuje 25 gatunków ssaków i 123 gatunki ptaków. Z ssaków żyje tu m.in.: narażony na wyginięcie ocelot chilijski, wydrak patagoński i huemal chilijski, a także wydrak południowy, pudu południowy, grizon mniejszy, puma płowa, nibylis argentyński, nibylis andyjski. Ptaki występujące w parku to m.in.: narażony na wyginięcie kondor wielki, a także łabędź czarnoszyi, krasnogonka długodzioba, dzięcioł magellański, torpedówka magellańska.